# Kimberly Jeß
Kimberly Jeß (* 30. Januar 1992 in Rendsburg) ist eine ehemalige deutsche Hochspringerin.
Als 14-Jährige sprang sie mit 1,83 m deutschen Schülerrekord und als 16-Jährige mit 1,91 m deutschen Jugendrekord in der Halle. Ihr größter internationaler Erfolg war der Titelgewinn bei den Juniorenweltmeisterschaften 2008 ohne Fehlversuch.
Nach Verletzungs- und Gewichtsproblemen beendete Kimberly Jeß 2011 ihre sportliche Karriere und begann ein Lehramtsstudium.
Kimberly Jeß ist 1,81 m groß und hatte ein Wettkampfgewicht von 62 kg. Sie startete seit August 2009 für den TSV Bayer 04 Leverkusen (zuvor LG Rendsburg/Büdelsdorf) und wurde von Hans-Jörg Thomaskamp trainiert. In Leverkusen besuchte sie das Landrat-Lucas-Gymnasium. Neben der Leichtathletik trainierte sie auch Ballett.

## Bestleistungen
- Hochsprung (Freiluft): 1,90 m, 30. August 2008, Hannover
- Hochsprung (Halle): 1,91 m, 11. Januar 2009, Unna